# ニューポール 21
ニューポール 21
- 用途：戦闘機
- 設計者：ギュスターヴ・ドラージュ
- 製造者：ニューポール
- 運用者

  - フランス空軍
  - ロシア空軍
  - アメリカ陸軍航空部
  - フィンランド空軍
- 初飛行：1916年
- 運用開始：1916年
- 退役：1920年代

ニューポール 21（Nieuport 21）は、第一次世界大戦当時のフランスの単座・単発戦闘機。フランスのほか、ロシア帝国やアメリカ合衆国の航空部隊で使用された。戦後は民間機としても広く使用された。

## 概要
ニューポール 21はギュスターヴ・ドラージュによって設計され、1916年に初飛行した。エンジンはニューポール 17と同じものだったが、もともと戦闘練習機として計画された機体であったため、出力を低く調整したル・ローヌ9Cを装備していた。エンジンのカウリングは下部の開いた馬蹄形のものが用いられたが、そのため同様のカウリングを装着したより小型のニューポール 11に間違われることもしばしばあった。しかしながら、戦闘機の需要は切迫していたため、本機も第一線の戦闘機として実戦に使わざるを得ないこととなった。ニューポール 21は110馬力のル・ローヌエンジンを装備してアメリカ合衆国（本機を練習機として使用した）やロシア帝国に売られた。またイギリス海軍航空隊も少数を使用した。ニューポール 21はロシアでA/O Duksによってライセンス生産が行われた。
フィンランド空軍（白衛軍）は、1918年にタンペレで1機を捕獲し、1923年まで使用した。

## 運用者
- フランス - フランス空軍
- アメリカ合衆国 - アメリカ陸軍航空部
- イギリス - イギリス陸軍航空隊 / イギリス海軍航空隊（5機のみ）
- ウクライナ - ウクライナ・ハルィチナー軍
- フィンランド - フィンランド空軍
- ブラジル
- ポルトガル - ポルトガル空軍
- ロシア - ロシア帝国空軍（2機のみ）

## 性能諸元（ニューポール 21）

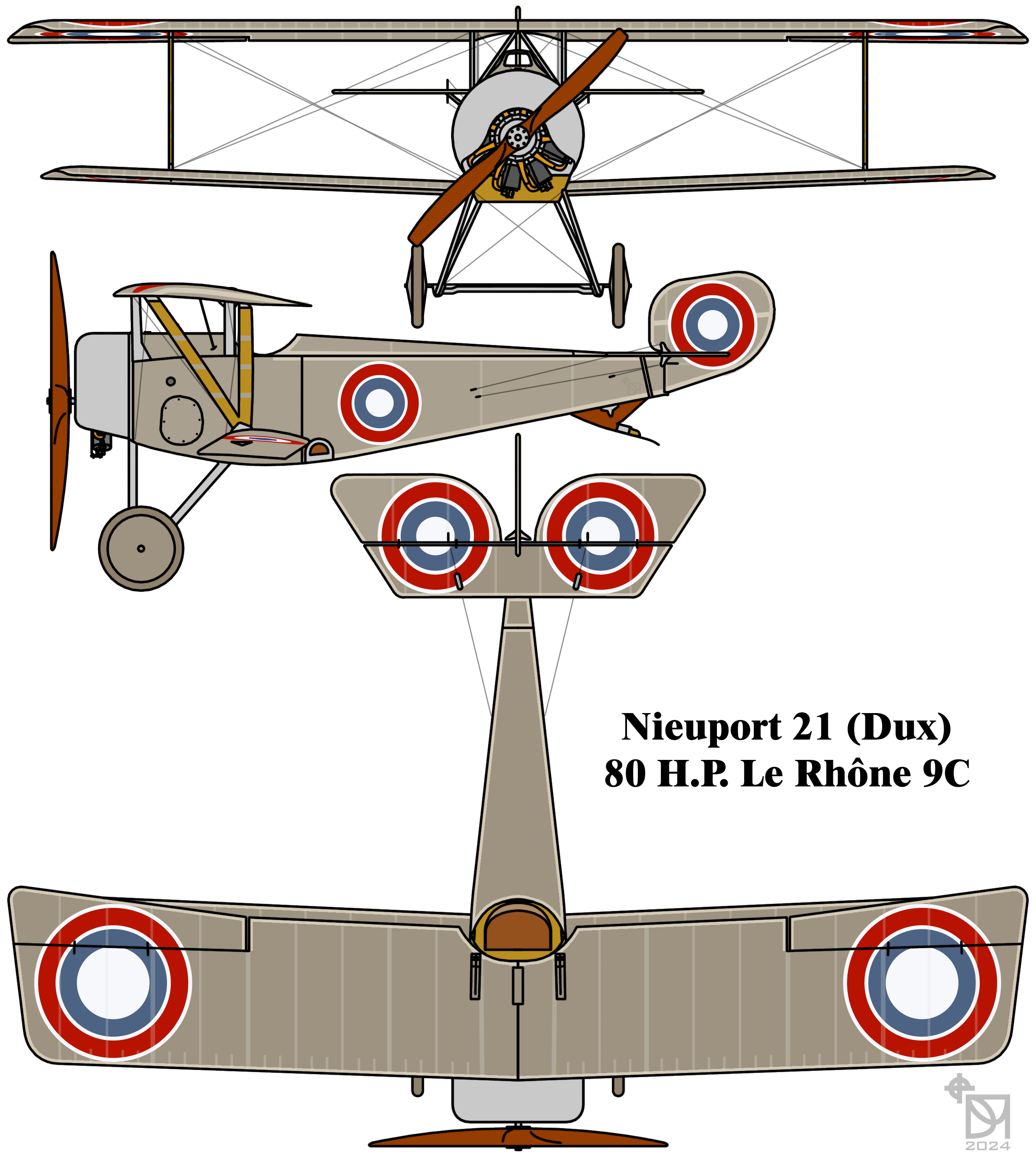
Nieuport 21

出典: Suomen Ilmavoimat I 1918-27
諸元
- 乗員: 1
- 全長: 6 m
- 全高: 2.40 m
- 翼幅: 8.16 m
- 翼面積: 14.75 m2
- 空虚重量: 320 kg
- 最大離陸重量: 495 kg
- 動力: ル・ローヌ 9C ロータリーエンジン、60 kW （80 hp）   × 1

性能
- 最大速度: 140 km/h （76 kt）
- 航続距離: 250 km （132 海里）
- 翼面荷重: 33.6 kg/m2
- 馬力荷重（プロペラ）: 0.121 kW/kg （0.073 hp/lb）

武装
- 機関銃 ×1（上翼上に固定）